# Verőköltő bodobács
A verőköltő bodobács, vagy közönséges verőköltő poloska (Pyrrhocoris apterus) egy közismert és elterjedt európai poloskafaj, amely nevével ellentétben nem a bodobácsok (Lygaeidae) rokona, hanem a verőköltő poloskák (Pyrrhocoridae) családjának tagja.

## Előfordulása
A verőköltő bodobács Közép- és Dél-Európában a legelterjedtebb, de fellelhető Kelet-Európában is egészen az Urál hegységig.

## Megjelenése

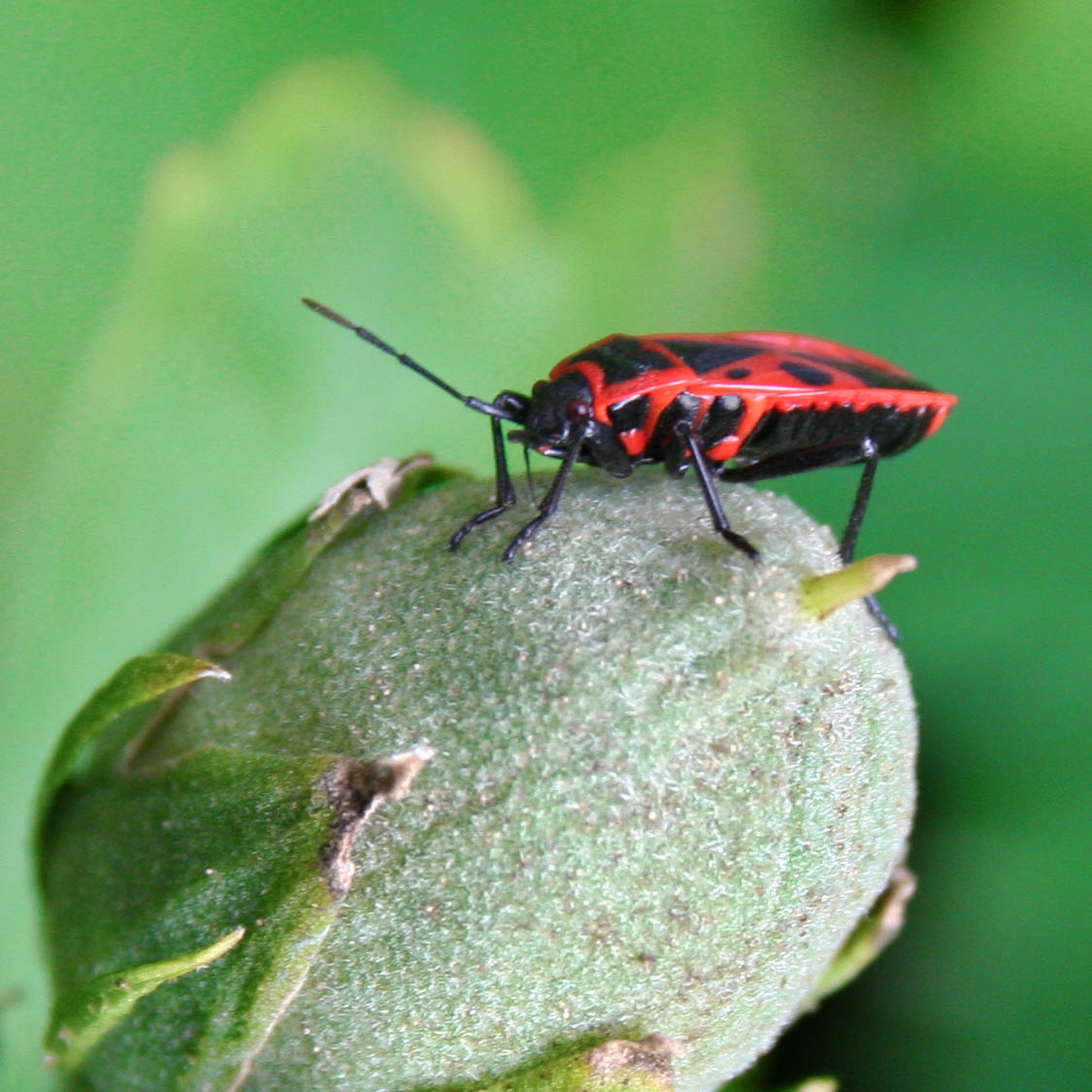

E közismert kis rovar háta piros alapszínű, melyet jellegzetes fekete mintázat díszít, így például a félfedőkön egy-egy fekete kör alakú folt díszlik. A félfedők alatt látszó potroh fekete, de pereme vörös, hasonlóan az előháthoz. A faj feje és alsó oldala fekete. Szárnyainak fejlettsége egyedtől függ. A kifejlett egyedek testhossza kb. 1 cm. Jellegzetessége, hogy a poloskáknál szokásos, az összetett szemet kiegészítő 3 pontszem hiányzik. Ez a poloskafaj nem áraszt kellemetlen szagokat, illetve nem is csíp.

## Életmódja
Tápláléka elsősorban a hársfa és a mályvafélék termése, de  megeszi az akácot, cukorrépát, padlizsánt, földiepret és rebarbarát, sőt korhadó növényi részeket és rovarok, csigák, hernyók tetemeit is.
Repülni nem tud.

## Életciklusa
A tavasz folyamán gyakran láthatóak párzás közben összetapadt, úgynevezett „tandem pozíciót” fölvett egyedek. Az összeragadt állapot jóval a párzás után is fennmarad, a hím egyedek ezzel a módszerrel próbálják elkerülni, hogy a nőstények más hímekkel is párosodhassanak. Közelükben nem ritkán számos fiatal egyed is található. A talajba és avarba rakott, fehér petékből kikelő, júniustól októberig fejlődő, szárnyatlan lárvák szintén vörösek, ám mintázatuk jóval egyszerűbb az imágókénál.
A kifejlett verőköltő bodobács a talajba ásva telel át, majd a következő évben az 50-60 pete lerakását követően elpusztul. Addig mályva- és hárstermések nedvtartalmát szívogatja hosszú szipókájával.
Élettartama 1-1,5 év.
|  |  |

## Népi elnevezések
Népnevei között a teljesen helytelen suszterbogár és fülbemászó is szerepel. A Csallóközben temetőbogárnak nevezik. Továbbá nevezik még katonabogárnak, napsütő bogárnak, tűzoltóbogárnak, szabóbogárnak, botbonának, bodának, tűzi poloskának, katóféregnek, napféregnek, büdöspannának, papbogárnak, bödöcskének, halálfőnek, istenbogárkájának, kőkiverőnek, misemondó bogárnak, vörösbogárnak, pincebogárnak, boda bácsinak, papucsbogárnak.
Valójában a verőköltő bodobács elnevezés is félrevezető, helytelen, mivel a faj nem a bodobácsok (Lygaeidae) közé tartozik, hanem a verőköltő poloskák (Pyrrhocoridae) családjába, de könnyen megkülönböztethető a hasonló megjelenésű valódi vörösfoltos bodobácstól (Lygaeus equestris), amelynek fekete előhátán kerek fehér folt található. 

## Érdekességek
- A bodobácsnak köszönhető az alternatív rovarirtók feltalálása.[1]
- Az 1930-as évek óta laboratóriumi kísérletekre gyakran használt rovar.[1]
- A balzsamfenyő fája mulcsként alkalmazva olyan anyagot tartalmaz, amely gátolja a peték kifejlődését.[4]